# Nymphengarten

Ehemaliger Gotischer Turm im Nymphengarten

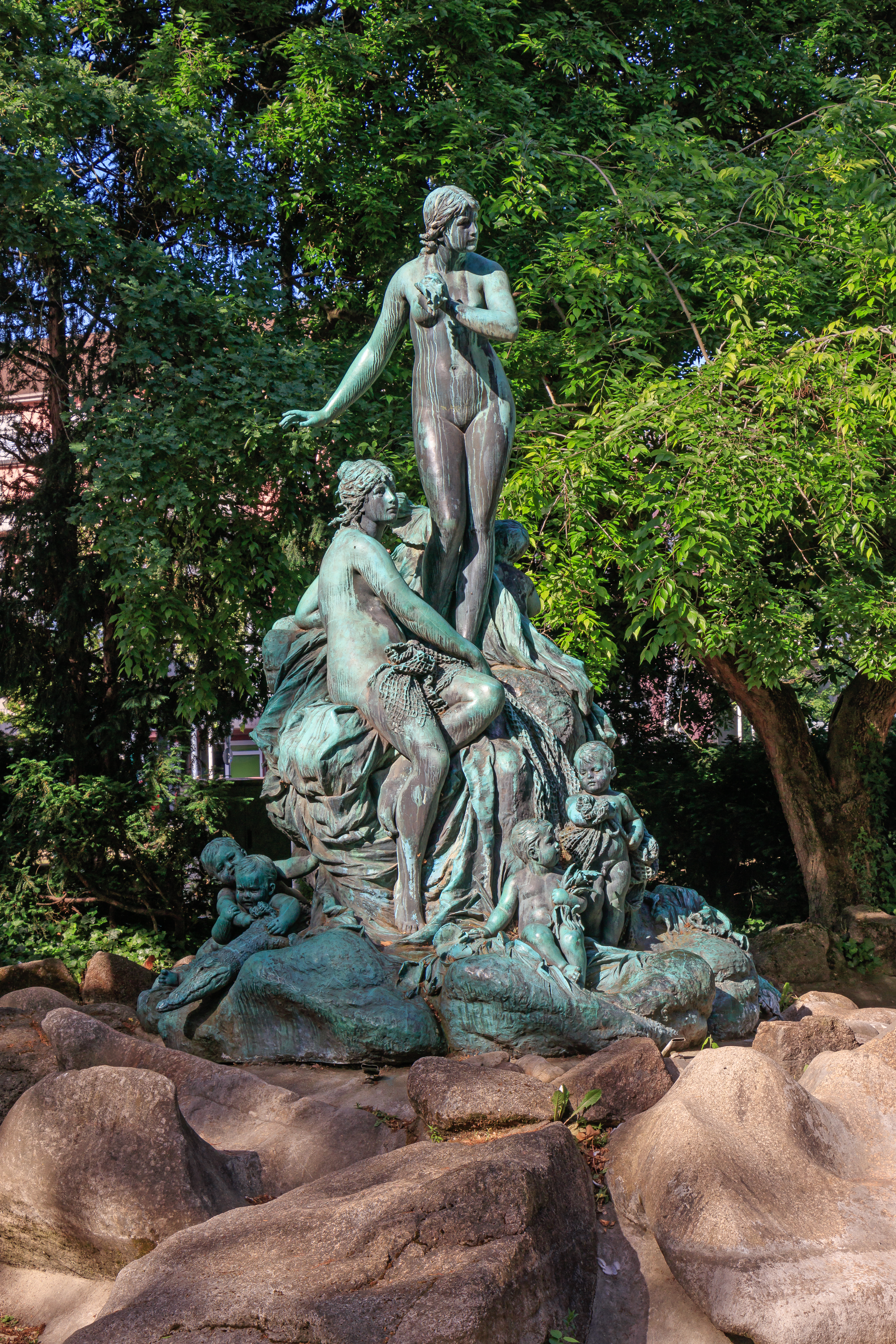
Nymphenbrunnen

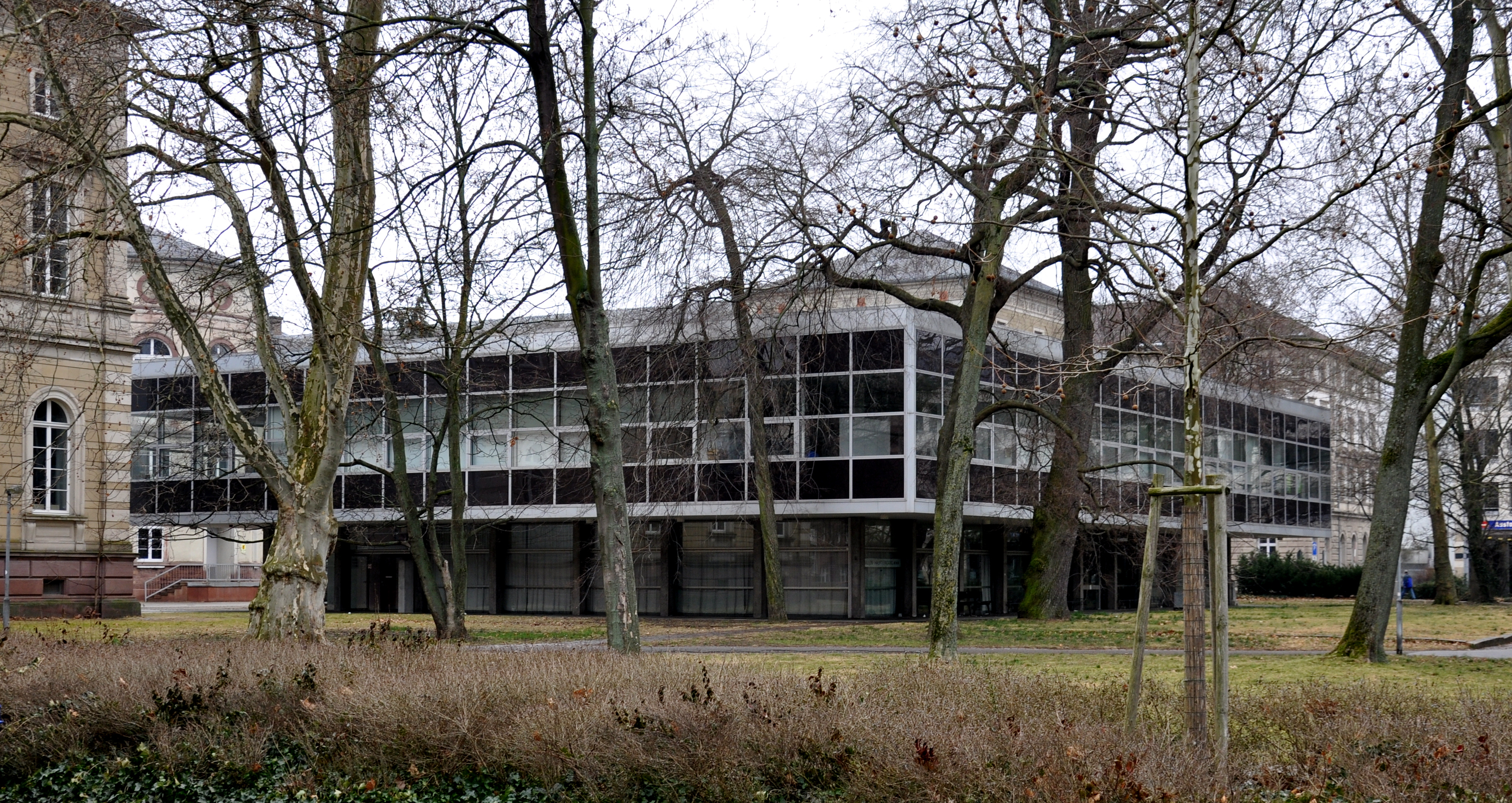
Pavillon Naturkundemuseum

Der Nymphengarten ist eine öffentlich zugängliche Parkanlage im Stadtzentrum von Karlsruhe.

## Lage
Der Nymphengarten beginnt am hinteren Ende des Pavillonneubaus des Staatlichen Museums für Naturkunde, der ehemals die Badische Landesbibliothek beherbergte. An der westlichen Seite des Areals beginnt das Gelände des Bundesgerichtshofs. Östlich wird der Nymphengarten durch die Lammstraße begrenzt.

## Geschichte
Bereits im Jahr 1730, 15 Jahre nach der Stadtgründung, wurde mit dem Bau einer ersten Park- und Gartenanlage begonnen. Der Bau dieser Parkanlage im Stile eines englischen Gartens ging auf eine Idee des Stadtgründers Markgraf Karl Wilhelm von Baden-Durlach zurück.
Der spätere Erbprinz Ludwig beauftragte einige Jahre später den Garteninspektor Friedrich Schweickardt, der sich bereits für die Planung des Fasanengartens (s. Fasanenschlösschen) verantwortlich zeigte, mit dem Umbau der Gartenanlage zu einem Lustgarten. Im Jahr 1788 wurde mit dem Anlegen des Gartens begonnen und er wurde mit einer Ha-Ha umgeben. Nach Abschluss der Arbeit erhielt die Parklandschaft den Namen Erbprinzengarten. Der damalige Aufbau des Gartens ist mit der heutigen Form des Areals nicht mehr übereinstimmend.
Nach dem Abschluss des Neubaus des Naturkundemuseums von Karl Joseph Berckmüller im Jahr 1873 auf dem Areal des Erbprinzengartens wurde der Park in den nördlich gelegenen Friedrichsplatz und den südlichen Teil des Nymphengartens aufgegliedert.
Zurückgehend auf eine Idee des damaligen Gartenbaudirektors Friedrich Ries wurde am südlichen Ende des Parkgeländes ein Brunnen errichtet. Der Nymphengarten erhielt seinen Namen nach dem von Heinrich Weltring geschaffenen Nymphenbrunnen, der im Jahre 1891 aufgestellt wurde. Bei dem Brunnen handelt es sich um eine Bronzeplastik, die mehrere zum Teil komplett unbekleidete Nymphen darstellt.
Im Nymphengarten standen bis zum Jahr 1871 der Gotische Turm und eine kleine Grabkapelle mit dem Sarkophag des Erbprinzen Karl Ludwig von Baden. Bis zum Jahr 1944 stand zudem im westlichen Teil des Parkes das nach Markgräfin Amalie benannte Amalienschlösschen.
In den Jahren 1880–1897 beherbergte der Nymphengarten übergangsweise die Sternwarte Karlsruhe, bevor diese abgebaut und auf den Königsstuhl bei Heidelberg verlegt wurde.